# Sollevamento pesi ai Giochi della XXII Olimpiade - Pesi medi
La competizione della categoria pesi medi (fino a 75 kg) di sollevamento pesi ai Giochi della XXII Olimpiade si è svolta il giorno 24 luglio 1980 all'Izmailovo Sports Palace di Mosca.

## Regolamento
La classifica era ottenuta con la somma delle migliori alzate delle seguenti 2 prove:
- Strappo
- Slancio

Su ogni prova ogni concorrente aveva diritto a tre alzate. In caso di parità vinceva il sollevatore che pesava meno.

## Risultati
| Pos.    | Atleta                    | Nazione          | Peso Atleta | Strappo | Strappo | Strappo | Strappo | Slancio | Slancio | Slancio | Slancio | Totale |
| Pos.    | Atleta                    | Nazione          | Peso Atleta | 1       | 2       | 3       | Tot     | 1       | 2       | 3       | Tot     | Tot    |
| ------- | ------------------------- | ---------------- | ----------- | ------- | ------- | ------- | ------- | ------- | ------- | ------- | ------- | ------ |
| Oro     | Asen Zlatev               | Bulgaria         | 74,65       | 155,0   | 160,0   | 162,5   | 160,0   | 190,0   | 200,0   | 205,0   | 200,0   | 360,0  |
| Argento | Oleksandr Pervij          | Unione Sovietica | 74,20       | 152,5   | 157,5   | 157,5   | 157,5   | 190,0   | 200,0   | 205,0   | 200,0   | 357,5  |
| Bronzo  | Nedelčo Kolev             | Bulgaria         | 73,90       | 152,5   | 157,5   | 162,5   | 157,5   | 187,5   | 195,0   | 197,5   | 187,5   | 345,0  |
| 4       | Julio Echenique           | Cuba             | 73,35       | 145,0   | 150,0   | 150,0   | 145,0   | 182,5   | 187,5   | 187,5   | 182,5   | 327,5  |
| 5       | Dragomir Cioroslan        | Romania          | 74,65       | 140,0   | 145,0   | 145,0   | 140,0   | 182,5   | 190,0   | 190,0   | 182,5   | 322,5  |
| 6       | Tapio Kinnunen            | Finlandia        | 74,10       | 142,5   | 147,5   | 147,5   | 142,5   | 172,5   | 177,5   | 180,0   | 177,5   | 320,0  |
| 7       | Bertil Sollevi            | Svezia           | 74,75       | 130,0   | 135,0   | 137,5   | 137,5   | 172,5   | 177,5   | 177,5   | 172,5   | 310,0  |
| 8       | Newton Burrowes           | Gran Bretagna    | 74,85       | 130,0   | 135,0   | 135,0   | 130,0   | 167,5   | 172,5   | 172,5   | 172,5   | 302,5  |
| 9       | Rogelio Weatherbee        | Messico          | 74,85       | 130,0   | 135,0   | 135,0   | 135,0   | 160,0   | 165,0   | 170,0   | 165,0   | 300,0  |
| 10      | Vincenzo Pedicone         | Italia           | 73,70       | 130,0   | 130,0   | 135,0   | 130,0   | 160,0   | 165,0   | 167,5   | 165,0   | 295,0  |
| 11      | Kevin Kennedy             | Gran Bretagna    | 74,00       | 130,0   | 140,0   | 140,0   | 130,0   | 160,0   | 165,0   | 165,0   | 160,0   | 295,0  |
| 12      | Dušan Mirković            | Jugoslavia       | 74,45       | 127,5   | 132,5   | 132,5   | 127,5   | 162,5   | 170,0   | 170,0   | 162,5   | 290,0  |
| 13      | Damdinsürengijn Boldbajar | Mongolia         | 73,90       | 127,5   | 127,5   | 127,5   | 127,5   | 155,0   | 162,5   | 162,5   | 155,0   | 282,5  |
| 14      | Sampson Cosmas            | Nigeria          | 74,80       | 110,0   | 115,0   | 117,5   | 115,0   | 140,0   | 140,0   | 145,0   | 140,0   | 255,0  |
| -       | Günter Schliwka           | Germania Est     | 73,50       | 145,0   | 150,0   | 150,0   | 150,0   | 187,5   | 187,5   | 187,5   | -       | DNF    |
| -       | Mohamed Tarabulsi         | Libano           | 74,75       | 142,5   | 142,5   | 142,5   | -       | -       | -       | -       | -       | DNF    |